# 1ª Squadriglia da ricognizione e combattimento
La 1ª Squadriglia da ricognizione e combattimento del Servizio Aeronautico del Regio Esercito fu costituita nell'estate 1912 sul campo di Chiasiellis con aerei Blériot.

## Storia
Nata nell'estate 1912, allo scoppio della prima guerra mondiale nel dicembre 1914 la 1ª Squadriglia Blériot faceva parte del I Gruppo della 3ª Armata (Regio Esercito) ed era a Chiasiellis al comando del capitano Costantino Quaglia con 5 piloti tra cui il cap. Mario Stanzani e 4 Blériot XI.
Il 24 maggio 1915 Quaglia compie la prima missione lanciando bombe su Sagrado ed 4 giugno sul monte San Michele ma per la vetustà dei mezzi il 25 giugno la Squadriglia viene sciolta.
A luglio rinasce a Pordenone dotata di 6 Farman MF 1914 (una versione del Farman MF.11) al comando del cap. Melegari con 6 piloti tra cui il Sottotenente Enrico Cottino ed un osservatore inquadrata nel III Gruppo (poi 3º Gruppo caccia terrestre) e subito cambia il comandante con il cap. Amedeo Ferraro.
La 1ª Squadriglia Farman il 7 agosto si sposta all'Aeroporto di Aviano, il 23 agosto a Santa Maria la Longa, il 27 a Brescia ed il 6 ottobre, lasciando una sezione di 2 Farman alla 3ª Squadriglia caccia, si trasferisce al Campo di aviazione di Verona-Tombetta assegnata alla 1ª Armata (Regio Esercito).
Al 1º dicembre si chiama 1ª Squadriglia da ricognizione e combattimento e passa al III Gruppo.
Il 19 dicembre Ferraro cede il comando al cap. Ferdinando Bonazzi (aviatore) ed il 20 e 21 attacca Forte Cariola.
Nel 1915 la squadriglia eseguiva 151 voli di guerra.
Al 1º gennaio 1916 aveva 5 piloti e 5 osservatori ed il 10 gennaio 3 aerei bombardano il campo volo di Gardolo ed uno la stazione di Rovereto.
Il 10 febbraio bombarda gli accampamenti nemici a Calliano (Trentino-Alto Adige).
Il 15 aprile nel cambio generale dei nomi delle squadriglie diventa 31ª Squadriglia.